# Casablanca Records
A Casablanca Records é uma editora discográfica criada em 1973, por Neil Bogart.
Foi uma das grandes editoras da era disco, e lançou nomes importantes como Kiss, Donna Summer, Village People, Love and Kisses e Cher. Em 1980, Neil Bogart vendeu a editora à Polygram, morrendo de cancro dois anos depois.

## Alguns dos sucessos lançados pela Casablanca
- Kiss
- Romeo and Juliet, de Alec R. Constandinos
- Take me home, de Cher
- Bad Girls, de Donna Summer
- Hot Stuff, de Donna Summer
- I Feel Love, de Donna Summer
- Funkytown, de Lipps Inc
- Thank God It's Friday, de Love and Kisses
- Y.M.C.A., de Village people
- Mika